# 12979 Evgalvasil'ev
12979 Evgalvasil'ev è un asteroide della fascia principale. Scoperto nel 1978, presenta un'orbita caratterizzata da un semiasse maggiore pari a 2,2683958 au e da un'eccentricità di 0,1778360, inclinata di 5,34872° rispetto all'eclittica.
L'asteroide è dedicato all'insegnante sovietico Evgenij Aleksandrovič Vasilʹev.